# Bruno Renan
Bruno Renan Trombelli (Maringá, 19 aprile 1991) è un ex calciatore brasiliano, di ruolo centrocampista.

## Carriera

### Club
Ha giocato nella massima serie dei campionati ucraino, brasiliano e paraguaiano.

### Nazionale
Nel 2009 ha giocato una partita con la nazionale brasiliana Under-18.

## Palmarès

### Club

#### Competizioni nazionali
- Campionato ucraino: 2

Šachtar: 2010-2011, 2011-2012
- Coppa d'Ucraina: 2

Šachtar: 2010-2011, 2011-2012
- Supercoppa d'Ucraina: 1

Šachtar: 2012